# Ka–18

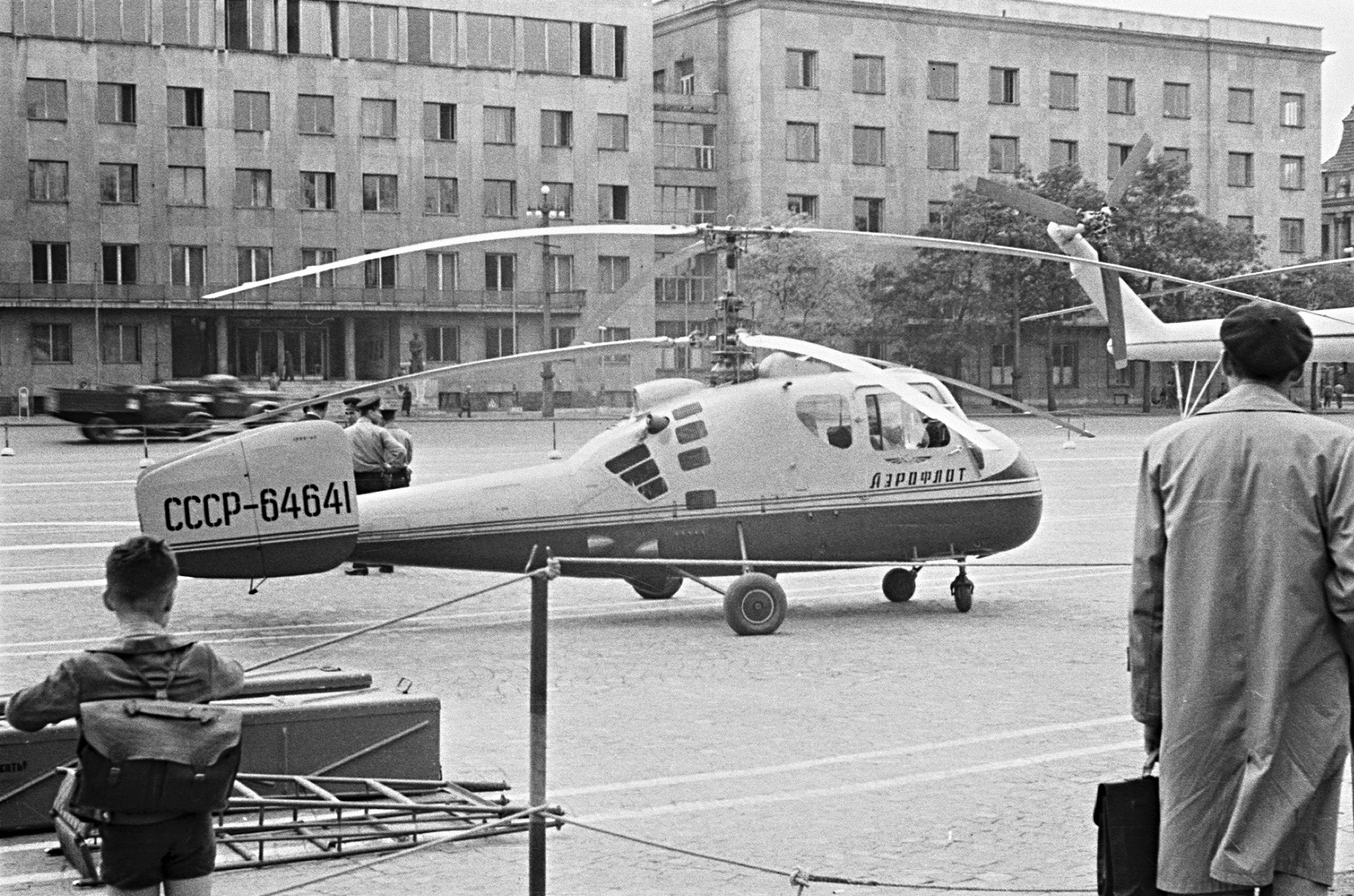
Az 1965-ös Budapesti Ipari Vásáron kiállított Ka–18-as helikopter a Felvonulási téren

A Ka–18 (NATO-kódja: Hog) koaxiális rotorelrendezésű szovjet többcélú helikopter, melyet a Kamov tervezőiroda készített az 1950-es évek közepén. A Ka–15 haditengerészeti helikopter továbbfejlesztett, nagyobb méretű polgári változata. 1955-ben repült először. 111 darabot gyártottak belőle. Utasszállító, mentő és mezőgazdasági feladatokra használták.

## Története
A helikoptert Mihail Boriszovics Malinovszkij főkonstruktőr irányításával tervezték a Kamov tervezőirodában (OKB–4) 1956-ban. Az eredetileg haditengerészeti feladatokra tervezett kétszemélyes Ka–15 szolgált alapul a fejlesztéshez. Megnövelték az utaskabin és a farokrész méretét. A nagyobb sárkányszerkezetnek köszönhetően a pilótán kívül további három utast lehetett elhelyezni. A gépbe a Ka–15-ben alkalmazott AI–14V csillagmotornál nagyobb teljesítményű motor beépítését tervezték, de ilyen motor kezdetben nem állt rendelkezésre. Ezért a Ka–18 első prototípusaiban is az AI–14V motort építették. Első prototípusa 1956. október 13-án repült először. 1956–1957-ben Ljuberciben, a Kamov tervezőiroda mellett működő 938. sz. üzemben összesen négy prototípust építettek. A gép az 1958-as brüsszeli világkiállításon aranyérmet kapott.
Sorozatgyártása 1959-ben kezdődött el az Ulan-udei Repülőgépgyárban. Az üzemeltetés során problémát jelentett az elégtelen motorteljesítmény. A 225 LE maximális teljesítményű AI–14V erősebb változata, a 280 LE teljesítményű AI–14VF csak 1961-ben jelent meg. Ettől kezdve ezt a motort építették be a gépekbe. A Ka–18-as gyártása 1961 végén azonban befejeződött, így a nagyobb teljesítményű motor az újonnan gyártott gépeknek csak egy kis részébe került. A már korábban üzembe helyezett gépekbe a nagyjavítások alkalmával cserélték ki a motort a nagyobb teljesítményű változatra. A gyártás 1961-es befejezéséig 111 darab Ka–18-as helikoptert készítettek.
Utasszállító, mentő- és mezőgazdasági helikopterként alkalmazták elsősorban. Emellett rendőrségi feladatokra is használták. Az utasszállító változatnál egy utasülést elöl a pilóta mellett, jobb oldalon helyeztek el, a két további utasülést pedig hátulra helyezték. A mezőgazdasági változatnál a – a Ka–15-höz hasonlóan – a törzs két oldalán rögzítették a vegyszeres tartályokat. Mentőhelikopterként egy hordágyat szállíthatott, melyet az orr rész jobb oldalán kialakított ajtón keresztül lehetett mozgatni. A gép alapváltozatának az utasszállító változat számított, minden gép ilyen kiépítésben került ki a gyárból. Az egyes speciális feladatokra (mezőgazdasági, mentő) szolgáló változatokhoz a felhasználás helyén szerelték be a gyártó által biztosított speciális berendezéseket.
1958–1963 között a Kamov tervezőirodában a Ka–15 és a Ka–18 helikopterhez új, üvegszálas erősítésű műanyag rotorlapátokat fejlesztettek ki. Az új technológiának köszönhetően növekedett a felhajtóerő, valamint a lapátok élettartama. Az üvegszálas rotorlapátok már a sorozatgyártás befejezése után készültek el, így azokat az üzemeltetőknél cserélték ki.

## Műszaki adatok

### Tömeg- és méretadatok
- Hossz: 7,03 m (rotorok nélkül)
- Rotorátmérő: 9,96 m
- Magasság: 3,4 m
- Szélesség: 2,85 m (rotorok nélkül)
- Normál felszállótömeg: 1480 kg
- Maximális felszállótömeg: 1502 kg
- Hasznos teher: 287 kg

### Motorok
- Motorok száma: 1 db
- Motor típusa: Ivcsenko AI–14VF kilenchengeres, léghűtéses csillagmotor
- Teljesítmény: 206 kW

### Repülési adatok
- Gazdaságos utazósebesség: 130 km/h
- Maximális sebesség: 160 km/h
- Maximális hatótávolság: 400 km
- Utazómagasság: 3250 m